# 新屋仔 (广州市)
新屋仔是中国广东省广州市从化区的一个自然村。在太平镇东面约10.5千米，属共星村管辖。清朝时建村。1998年时，全村人口157人。